# 無量寺 (埼玉県伊奈町)
無量寺（むりょうじ）は、埼玉県北足立郡伊奈町にある真言宗智山派の寺院。

## 歴史
創建年代は不明である。ただ1559年（永禄2年）の『小田原衆所領役帳』に記載されていることから、その頃には既に存在していたものと推測される。かつては「闘伽井坊」と呼ばれており、原市沼の北東に位置していた。
1591年（天正19年）、伊奈忠次が闘伽井坊を接収し、伊奈氏の陣屋（現・伊奈氏屋敷跡）を築いたことから、現在地に移転した。当時の住職「良鑁」は、現在の桶川市にある明星院に移っている。その縁により、明星院住職は度々当寺住職を兼務している。

## 交通アクセス
- 志久駅より徒歩9分。